# پامچال لبه‌نقره‌ای
پامچال لبه‌نقره‌ای (نام علمی: Primula marginata) نام یک گونه از سرده پامچال است.